# Ziuta Hartmanová
Ziuta Hartmanová (5. října 1922 v Kielcích – 19. května 2015 v Tel Avivu) byla členka Židovského vojenského svazu a účastnice povstání ve varšavském ghettu.

## Životopis

### Mládí
Ziuta Hartmanová se narodila 5. října 1922 v Kielcích jako Igetle Rottenberg. Pocházela z dobře situované židovské rodiny; její otec Juda Rottenberg byl podnikatelem, matka Bella (rozená Ajzenberg) byla bez zaměstnání. Rodina měla vlastního šoféra a chůvu, která dívce přezdívala Ziuta, a toto jméno již dívce zůstalo. Její rodiče se snažili dodržovat židovské zvyky a tradice, ale nebyli přehnaně věřící; v jejich domácnosti se mluvilo převážně polsky a sama Ziuta Hartmanová se cítila být více Polkou než Židovkou.
Navštěvovala židovskou obecnou školu a židovské dívčí gymnázium v Kielcích. Rodiče se ji neúspěšně pokoušeli přeložit do polské školy, ale antisemitismus, kterému tam byla vystavena, je donutil jejich rozhodnutí přehodnotit.

### Druhá světová válka
Vypuknutí druhé světové války Ziutě znemožnilo složit závěrečné zkoušky na střední škole. Její starší bratr emigroval do Palestiny, zatímco její otec skončil v Sovětském svazu. V roce 1941 bylo Ziutě a její matce nařízeno přestěhování do ghetta. Pro svou dobrou znalost polštiny Ziuta často tajně navštěvovala tzv. árijskou stranu města a sháněla zde jídlo pro svou rodinu. Během jedné z těchto výprav byla neznámým Polákem udána gestapu za to, že nenosila pásku s Davidovou hvězdou. Podařilo se jí vyhnout zatčení, uprchla z Kielců do Radomi a později do Varšavy, kde se náhodně setkala se svým přítelem Avrahamem Rodalem, mladším bratrem Leona Rodala, jednoho z velitelů Židovského vojenského svazu. Avraham ji přesvědčil, aby se přidala k této židovské odbojové organizaci.

Počátkem roku 1942 se podzemní chodbou dostala do varšavského ghetta. V ghettu se stala členkou jedné z bojových buněk vojenského svazu, předávala zprávy a pašovala zbraně: 
| „ | Nejprve jsem z ghetta vynášela kbelíky...Přišla jsem na určené místo, kde byly do kbelíků umístěny dopisy, zbraně, střelivo a další věci. Na vrch se pak daly strašlivě páchnoucí rybky. Když jsem procházela ven s těžkými kbelíky, Němci mi řekli, abych je otevřela. Sundala jsem víka, a když ucítili ten hrozný smrad, řekli: „Přikryj to“ a já jsem prošla. | “ |

Během povstání ve varšavském ghettu se účastnila bojů proti Němcům a starala se o raněné. Po svém zajetí byla se zbytkem přeživších spolubojovníků odvedena na Umschlagplatz. Odtud byla nejprve transportována do pracovního tábora v Poniatowě, odkud byla poslána do německého koncentračního tábora Majdanek. Poté byla převezena do tábora nucených prací ve Skarżysko-Kamienna, a v roce 1944 pak byla transportována do pobočky koncentračního tábora Buchenwald v Lipsku, kde pracovala ve zbrojní továrně.

### Po válce
Po skončení války se vrátila do Kielců, kde zjistila, že její otec zemřel v SSSR v roce 1943 a zbytek její rodiny zahynul ve vyhlazovacím táboře Treblinka. Ziuta pracovala v kieleckém židovském výboru, kde se k ní připojil i její budoucí manžel Moše Hartman, se kterým se poznala v jednom z táborů. Krátce po svém návratu do Polska spolu emigrovali do Francie, odkud se v roce 1952 přestěhovali do Izraele, kde Ziuta Hartmanová spoluorganizovala setkávání bývalých vězňů vyhlazovacích táborů. V roce 2010 jí bylo uděleno čestné občanství Varšavy. Cenu přijala, ale ceremoniálu se nezúčastnila; po svém odjezdu z Polska totiž slíbila, že se „na to prokleté místo“ už nikdy nevrátí. Zemřela v Tel Avivu 19. května 2015 ve věku 92 let.